# Helmut Baudach
Heinz-Helmut Baudach (7 de Setembro de 1918 - 22 de Fevereiro de 1945) foi um piloto alemão da Luftwaffe durante a Segunda Guerra Mundial. Abateu 21 aeronaves inimigas, o que fez dele um ás da aviação, tendo cinco vitórias sido alcançadas pilotando um Messerschmitt Me 262. Faleceu a 22 de Fevereiro de 1945 por causa de um conjunto de ferimentos após ter sido abatido.